# Parti démocratique civique (Tchéquie)
Pour les articles homonymes, voir ODS.
Le Parti démocratique civique (en tchèque : Občanská demokratická strana, ODS) est un parti politique tchèque de type libéral-conservateur et eurosceptique.
L'ODS est le principal parti de la droite libérale du pays. Il fut créé en 1991, après une scission du Forum civique par Václav Klaus, l'ancien président de la République, et est dirigé depuis le 18 janvier 2014 par Petr Fiala. Au niveau international, il est membre de l'Union démocrate internationale.

## Idéologie
Au sein des divers courants de la droite européenne, l'ODS est à ranger dans le camp de la droite libérale. L'ODS plaide pour une diminution du rôle de l'État en économie. Sur les questions de mœurs, il est plutôt conservateur. De la présidence de Václav Klaus, le parti a en outre hérité d'une image d'un parti eurosceptique. Il est atlantiste en matière de politique étrangère.

## Histoire

### De Klaus à Topolánek
L'ODS a été au pouvoir (Václav Klaus, Premier ministre de 1992 à 1998). Lors des élections de juin 1998, il est devenu le 2e plus grand parti à la Sněmovna (chambre des députés tchèque) avec 63 sièges (sur 200). En novembre 2002 Mirek Topolánek est élu président du parti, Václav Klaus devenant président de la République en février 2003. De l'avis des observateurs, les relations entre Klaus et Topolánek ne sont pas harmonieuses.

### Au pouvoir (2006-2009)
Les élections de juin 2006 accouchent d'un « pat électoral » (volební pat). Si l'ODS arrive en tête avec 82 sièges sur 200, le parti ne dispose avec son allié naturel, le KDU-ČSL, que de 100 sièges sur 200. Après six mois de négociations, la coalition entre ODS, KDU-ČSL et le Parti vert (Les Verts) dirigée par Mirek Topolánek est investie par le parlement tchèque en janvier 2007. Les observateurs s'accordent à reconnaître la fragilité de cette coalition. Elle est dissoute le 23 mars 2009 à la suite d'une motion de censure déposée par l'opposition.
Le 22 juin 2009, comme précédemment annoncé, l'ODS adhère au groupe Conservateurs et réformistes européens, un groupe conservateur et antifédéraliste au Parlement européen dont il est l'un des principaux promoteurs.

### En 2010, la coalition de centre droit de Nečas
Durant la campagne des législatives tchèques de mai 2010, Mirek Topolánek tient des propos très controversés sur les origines juives de Jan Fischer et insultants à l'égard des électeurs sociaux-démocrates, ce qui le conduit à renoncer à la direction du parti au profit de Petr Nečas. Lors du scrutin, le parti se classe deuxième avec 20 % des voix, soit 15 points de moins qu'en 2006, contre 22 % aux sociaux-démocrates. Il est cependant en mesure de former une coalition gouvernementale, les partis TOP 09 et Affaires publiques, de centre droit, ayant recueilli plus de 27 % des voix entre les deux, ce qui offre une confortable majorité de 118 sièges à la Chambre des députés.
Le 17 juin 2013, mis en cause dans une affaire de corruption, Nečas démissionne et Martin Kuba, premier vice-président depuis novembre 2012, prend la direction du parti par intérim. Le bureau choisit, deux jours plus tard, Miroslava Němcová comme candidate à la présidence du gouvernement.

## Résultats électoraux

### Élections parlementaires
| Année | Voix             | %                | Rang             | Sièges   | Gouvernement                                                           |
| ----- | ---------------- | ---------------- | ---------------- | -------- | ---------------------------------------------------------------------- |
| 1992  | 1 924 483        | 29,73            | 1er              | 66 / 200 | Klaus I                                                                |
| 1996  | 1 794 560        | 29,62            | 1er              | 68 / 200 | Klaus II (1996-1997), Tošovský (1997-1998)                             |
| 1998  | 1 656 011        | 27,74            | 2e               | 63 / 200 | Opposition                                                             |
| 2002  | 1 166 975        | 24,47            | 2e               | 58 / 200 | Opposition                                                             |
| 2006  | 1 892 475        | 35,38            | 1er              | 81 / 200 | Topolánek I (2006-2007), Topolánek II (2007-2009), Fischer (2009-2010) |
| 2010  | 1 057 792        | 20,22            | 2e               | 53 / 200 | Nečas (2010-2013), opposition (2013)                                   |
| 2013  | 384 174          | 7,73             | 5e               | 16 / 200 | Opposition                                                             |
| 2017  | 572 962          | 11,32            | 2e               | 25 / 200 | Opposition                                                             |
| 2021  | Ensemble (SPOLU) | Ensemble (SPOLU) | Ensemble (SPOLU) | 34 / 200 | Fiala                                                                  |

### Élections européennes
| Année | Voix    | %     | Rang | Sièges | Groupe |
| ----- | ------- | ----- | ---- | ------ | ------ |
| 2004  | 700 942 | 30,04 | 1er  | 9 / 24 | PPE-DE |
| 2009  | 741 946 | 31,45 | 1er  | 9 / 22 | CRE    |
| 2014  | 116 398 | 7,67  | 6e   | 2 / 21 | CRE    |
| 2019  | 344 885 | 14,54 | 2e   | 4 / 21 | CRE    |